# What Is This Thing Called Science?
What Is This Thing Called Science? és un best-seller, publicat el 1976, i escrit pel físic i filosof de la ciència Alan Chalmers. És una guia de la filosofia de la ciència que descriu i avalua els punts de vista moderns de les branques de la Ciència, escrita amb un mínim ús de termes tècnics.
Qüestiona la descripció de la ciència com un coneixement derivat de l'experiència i les limitacions i deficiències de l'inductivisme; la idea que deriva directament de l'observació dels fets i de la dependència de la teoria per interpretar resultats resulta insuficient. També tracta d'explicar possibles camins per solucionar el problema del relativisme, critica el falsacionisme simplista, la metodologia de la investigació i discuteix el punt de vista de les teories bayesianes, l'experimentalisme de Deborah Mayo i les teories positivistes de la filosofia de la ciència de Karl Popper, Imre Lakatos, Paul Karl Feyerabend o Thomas Kuhn, entre altres temes.